# Das Gespenst von Canterville (1964)
Das Gespenst von Canterville ist eine deutsche Opern-Fernseh-Verfilmung der gleichnamigen Erzählung von Oscar Wilde.

## Handlung
Der amerikanische Geschäftsmann J.P. Otis kauft das alte englische Schloss Canterville und zieht mit seiner Familie dort ein – trotz der Warnungen vor einem Schlossgespenst: dem Geist von Sir Simon Canterville, der vor 300 Jahren seine Frau ermordete und seitdem ruhelos das Schloss durchwandelt. Dem Geist gelingt es aber nicht, die selbstbewussten und abgeklärten Amerikaner zu erschrecken, im Gegenteil: er erschreckt sich selbst vor einer Gespenster-Attrappe, die die beiden jüngsten Otis-Kinder Jackie und Johnny aufgestellt haben. Deren ältere Schwester Virginia Otis hat Mitleid mit dem Geist und möchte herausfinden, wie man ihn erlösen kann. Deshalb lässt sie sich von der Haushälterin Miss Umney die Familiengruft zeigen. Aus einer Inschrift auf Sir Simons Grab erfährt sie, dass das Mitleid einer unschuldigen Seele ihn retten könne.
Plötzlich wird die Gruft von einer amerikanischen Touristengruppe bevölkert, die sich von einem Nachfahren Sir Simons, der ebenfalls Simon Canterville heißt, alles zeigen und erklären lässt. Von dem jungen und charmanten Fremdenführer kann Virginia aber auch nichts Genaues über den Geist und die Todesumstände seiner Frau herausfinden. Virginia verbringt die Nacht in der Gruft, und am nächsten Morgen sind die Eltern und Miss Umney in großer Aufregung, weil sie nirgendwo zu finden ist. Simon jedoch ahnt, wo sie ist und bringt sie den Eltern zurück. In der Nacht hat Virginia den Geist durch ihr Mitleid erlöst, sodass dieser nicht mehr herumspuken muss und die Familie jetzt ihre Ruhe hat. Simon hält um Virginias Hand an, auch der Vater ist einverstanden, und so kann am Schluss Hochzeit gefeiert werden.

## Stil
Der größte Teil der Handlung wird gesungen, dazwischen gibt es kurze gesprochene Dialoge. Die von Heinrich Sutermeister dafür komponierte Musik spielt das Symphonie-Orchester Graunke (später bekannt als Münchner Symphoniker) unter der Leitung von Kurt Graunke. In der Chorszene der amerikanischen Touristen singt der Chor der Chorgemeinschaft August Peter Waldenmaier.
Die Opernhaftigkeit der Inszenierung wird ironisch gebrochen durch eine Anfangsszene in einer Hotelbar, in der der Regisseur Helmut Käutner das Publikum in die Handlung einführt und erklärt, dass es sich um ein „Spiel mit Musik“ handelt, da die Programmleitung die Bezeichnung Oper vermeiden möchte. An der Einrichtung der Bar wird deutlich, dass die Handlung von den 1880er Jahren in die Gegenwart des Films übertragen wurde. Am Schluss kehrt die Handlung in das Hotel zurück, wo die Hochzeit zwischen Simon und Virginia gefeiert wird. Anstelle eines Abspanns verliest Regisseur Käutner die Namen aller am Film beteiligten Personen von Zetteln ab und beschließt damit den Film.

## Produktion
Der Film ist eine Produktion des ZDF, wurde im April und Mai 1964 im Studio der Real-Film in Hamburg gedreht und wurde am 6. September 1964 zum ersten Mal ausgestrahlt. 2021 erschien er bei Pidax auf einer DVD zusammen mit der gleichnamigen ZDF-Verfilmung von 1965 (Regie: Dieter Lemmel).

## Auszeichnungen
- Salzburger Operettenpreis 1965